# 坂口弘 (医師)
坂口 弘（さかぐち ひろし、1921年 - 2003年）は、日本の内科医。東洋医学の発展に貢献した人物の一人。

## 人物
埼玉県川越市生まれ。1941年東京帝国大学理学部に入学。その後東北帝国大学に転入学した。その後、受験勉強等の無理で体調を崩したとき、陰陽の思想、食物と健康、漢方と鍼灸などの考えを知り、医者となってこれらのことを研究する必要があると考え、医学部に進む決心をし、1942年京都帝国大学の医学部に入学した。在学中に細野史郎と出会い、卒業後もともに漢方の研究を行っていく。1950年に日本東洋医学会が設立され、細野とともに参加した。1973年には聖光園の院長や日本東洋医学会の理事長に就任する。2003年に死去。